# Birs
Birs, på tyska die Birs, på franska la Birse, är en vänsterbiflod till Rhen i kantonerna Bern, Jura och Basel-Landschaft i Schweiz. Den gränsar även till kantonerna Solothurn och Basel-Stadt. Medelflödet vid Münchenstein i nedre loppet är 15.3m³/s .

## Sträckning
Birs rinner upp norr om Pierre Pertuis passet, nära Tavannes i kantonen Bern. Den rinner västerut genom Vallée de Tavannes, därefter böjer den norrut, genomflyter en ravin, orten Moutier och ännu en ravin innan den når den breda dalen vid Delémont där den upptar Sorne och Schulte. Nedanför Delémont följer smala och bredare partier innan den vid Aesch når den breda dalen Birseck, en utlöpare av Rhenslätten. Mynningen i Rhen ligger på gränsen mellan Basel och Birsfelden.

## Biflöden och avrinningsområde
Viktiga biflöden är La Schulte/Scheltenbach, La Sorne, Lützel/La Lucelle och Lüssel. Avrinningsområdet, som är 866 km² stort, omfattar genom Lützel/Lucelle en del av departementet Haut-Rhin i Frankrike.

## Transporter
Birs är inte segelbar men en väg ledde längs floden redan under romartiden. Än idag går huvudvägen Basel-Delémont och järnvägslinjen Basel-Biel nästan helt i den ofta smala dalgången. 

## Övrigt
- Wikimedia Commons har media som rör Birs.